# مرغ کشیش سرخ زنگبار
مرغ کشیش سرخ زنگبار (نام علمی: Euplectes nigroventris) نام یک گونه از سرده جولاهای چندزنه است.